# ライオーン
ライオーン（イタリア語: Laion ; ドイツ語: Lajen ラーイェン）は、イタリア共和国トレンティーノ＝アルト・アディジェ州ボルツァーノ自治県にある、人口2,700人の基礎自治体（コムーネ）。
ドロミーティとアルプス山脈の眺望が広がる1100mの高原にある。

## 地理

### 位置・広がり

#### 隣接コムーネ
隣接するコムーネは以下の通り。
- バルビアーノ
- カステルロット
- キウーザ
- フーネス
- オルティゼーイ
- ポンテ・ガルデーナ
- ヴィッランドロ

## 行政

### 分離集落
ライオーンには、以下の分離集落（フラツィオーネ）がある。
- Albions, Fraina (Freins), Novale (Ried), San Pietro (St. Peter), Tanurza (Tanirz), Ceves (Tschöfas)

## 住民

### 言語
| 言語集団調査（2011年） | 言語集団調査（2011年） | 言語集団調査（2011年） | 言語集団調査（2011年） | 言語集団調査（2011年） |
| ---------------------- | ---------------------- | ---------------------- | ---------------------- | ---------------------- |
|                        |                        |                        |                        |                        |
| ドイツ語               | ドイツ語               |                        | 89.93%                 | 89.93%                 |
| イタリア語             | イタリア語             |                        | 3.93%                  | 3.93%                  |
| ラディン語             | ラディン語             |                        | 6.14%                  | 6.14%                  |

2011年に行われた、住民がドイツ語・イタリア語・ラディン語のいずれの「言語集団」に属するかの調査によれば（ボルツァーノ自治県#言語集団調査参照）、住民の約90%がドイツ語話者で、ラディン語話者が約6%いる。